# Oreolalax
Oreolalax é um género de anfíbio da família Megophryidae.
Este género contém as seguintes espécies:
- Oreolalax chuanbeiensis
- Oreolalax granulosus
- Oreolalax jingdongensis
- Oreolalax liangbeiensis
- Oreolalax lichuanensis
- Oreolalax major
- Oreolalax multipunctatus
- Oreolalax nanjiangensis
- Oreolalax omeimontis
- Oreolalax pingii
- Oreolalax popei
- Oreolalax puxiongensis
- Oreolalax rhodostigmatus
- Oreolalax rugosus
- Oreolalax schmidti
- Oreolalax weigoldi
- Oreolalax xiangchengensis